# Grube Alexandria
Die Grube Alexandria, vollständiger Name (1917) Westerwälder Lignitflammkohlen-Bergwerk Gewerkschaft Alexandria, seltener auch als Zeche Alexandria bezeichnet, war ein Braunkohle-Bergwerk bei Höhn im Westerwald, im heutigen Bundesland Rheinland-Pfalz. Die Grube war die größte und bedeutendste des Westerwälder Braunkohlereviers und diejenige, die 1961 als letzte stillgelegt wurde.
Die beiden Hauptschächte und die Tagesanlagen lagen nördlich von Höhn-Urdorf, zwischen dem Berg Scharfenstein und dem Tal der Großen Nister. Von hier aus erstreckt sich ein weitläufiges, unterirdisches Netz von Strecken, an das mehrere andere Gruben in und um Höhn angeschlossen sind.

## Geschichte

### Aufschluss und Frühzeit
Die Braunkohlevorkommen im Westerwald waren bereits seit dem 16. Jahrhundert bekannt, jedoch wurde bis ins 19. Jahrhundert nur in geringem Umfang vorwiegend die minderwertige, oberflächennahe Weichbraunkohle gewonnen und als Hausbrand verwendet. Anfang des 19. Jahrhunderts stieg aufgrund der Verknappung und Verteuerung von Brennholz und Steinkohle die Nachfrage nach billigerem Brennstoff aus der Region deutlich an und man machte sich daran, auch die hochwertigere, tieferliegende Hartbraunkohle aufzusuchen und zu gewinnen. Im Zuge dieser Entwicklung wurde im Jahr 1826 auch das Feld Alexandria verliehen und es wurde dort eine Grube aufgefahren, deren lignitische Kohle sich als (für eine Braunkohle) besonders hart, heizwertreich und somit hochwertig herausstellte.
Mitte des 19. Jahrhunderts wurden Dampfmaschinen für die Wasserhaltung und für die Schachtförderung installiert. Letztere lösten zuvor vorhandene Pferdegöpel ab. Neben dem Hauptschacht, dem Schacht Alexandria, gehörten zur Grube u. a. auch noch die Schächte Anna (etwa 400 m östlich des Hauptschachtes; 50° 37′ 26,9″ N, 7° 59′ 33,3″ O), Christian (zwischen Höhn und Ailertchen; 50° 36′ 50,1″ N, 7° 58′ 21,6″ O) und Maria (Lage?).
Um 1865 war die Grube Alexandria im Besitz von J. E. Siebert aus Hadamar, dem auch die Siebertgrube in Höhn und die Grube Eduard bei Kaden gehörten.

### Blütezeit

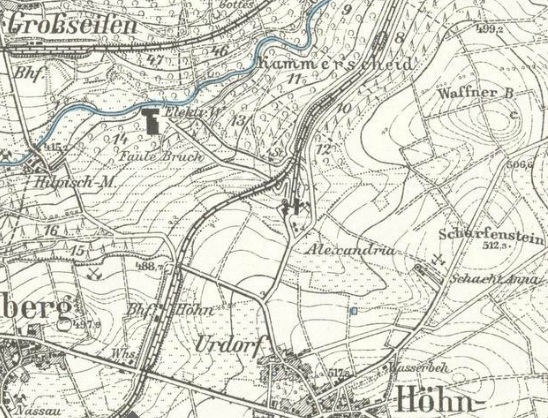
Die Grube Alexandria (Mitte) mit dem Elektrizitätswerk (NW), dem Schacht Anna (O) sowie der Grube Nassau (SW).
(Ausschnitt Messtischblatt der Preußischen Landesaufnahme von 1907, ergänzt 1927)

1907 erhielt die Grube Anschluss an die Westerwaldquerbahn, deren Streckenabschnitt Westerburg-Rennerod unmittelbar an der Grube vorbeiführte. Dies verbesserte den Absatz der Grube.
1911 kaufte die Salpetersäure-Industrie-Gesellschaft in Gelsenkirchen einen Großteil der Kuxe der Gewerkschaft Alexandria und plante die Errichtung einer Fabrik zur Herstellung von Luft-Salpetersäure und Ammonsalpeter als Ausgangsstoffe für die Sprengstoffherstellung. Daneben sollte auch ein Kraftwerk mit 10000 PS gebaut werden. Die Salpeterfabrik wurde nie realisiert, wohl aber das Kraftwerk – jedoch von einem neuen Eigentümer.
1914 wurden alle Kuxe der Gewerkschaft Alexandria von der Elektrizitätswerk Westerwald AG (EWAG) übernommen. Die EWAG war eine Gründung der Elektrizitäts-AG vormals W. Lahmeyer & Co. (EAG; später eine Tochter der Rheinisch-Westfälische Elektrizitätswerke AG (RWE)) und der Coblenzer Straßenbahn-Gesellschaft (später KEVAG) sowie deren Mutter, der Gesfürel (später AEG). Die EWAG eröffnete im selben Jahr 600 m nordwestlich der Grube (50° 37′ 47″ N, 7° 58′ 37,5″ O) ein Elektrizitätswerk sowie eine Dampfziegelei. Eine Materialseilbahn verband Grube und Kraftwerk. Das Elektrizitätswerk wurde bald zum Hauptabnehmer der minderwertigen Westerwälder Braunkohle, nicht nur aus der Grube Alexandria, sondern auch anderer Gruben der Umgebung.
1925 erwarb die Preußische Elektrizitäts AG (PREAG) eine Mehrheitsbeteiligung an mehreren Feldern der Grube.
Zu Spitzenzeiten, in den 1920er Jahren, beschäftigte die Gewerkschaft Alexandria etwa 1000 Mitarbeiter und förderte mehr als 150.000 Tonnen Kohle pro Jahr. Die Gewerkschaft baute neben dem Grubenfeld Alexandria inzwischen zahlreiche weitere, eigene und hinzugepachtete Felder, darunter die Felder Nassau (bei Schönberg; 50° 37′ 11,1″ N, 7° 58′ 14,8″ O), Oranien (zwischen Stockhausen und Eichenstruth; 50° 38′ 49″ N, 7° 58′ 4,1″ O) und Waffenfeld (zwischen Hellenhahn-Schellenberg und Fehl-Ritzhausen). Die Gruben wurden untertägig verbunden.

### Förderung
Nachdem 1900 die Nachbarfelder Oranien, Nassau, Segen Gottes und teilweise Waffenfeld an den Schacht angeschlossen waren, entwickelte sich die Förderung durchweg positiv. Eine Steigerung ist bis zu Beginn des Ersten Weltkriegs ersichtlich. In den 1930er-Jahren wurden jährlich im Schnitt lediglich um die 40.000 t gefördert. Nach dem 2. Weltkrieg stieg die Förderung wieder auf über 100.000 t an, nahm ab 1956 jährlich aber bis zur Schließung der Grube 1961 ab.
Die Belegschaft wechselte mit der Förderung der Grube je nach Wirtschaftslage und Zeit.
|      |      |  |      |      |
| 1921 | 1921 |  | 790  | 790  |
| 1923 | 1923 |  | 1000 | 1000 |
| 1926 | 1926 |  | 552  | 552  |
| 1927 | 1927 |  | 327  | 327  |
| 1928 | 1928 |  | 500  | 500  |
| 1929 | 1929 |  | 539  | 539  |
| 1930 | 1930 |  | 430  | 430  |
| 1931 | 1931 |  | 132  | 132  |
| 1932 | 1932 |  | 131  | 131  |
| 1933 | 1933 |  | 142  | 142  |
| 1934 | 1934 |  | 169  | 169  |
| 1935 | 1935 |  | 194  | 194  |
| 1936 | 1936 |  | 184  | 184  |
| 1937 | 1937 |  | 203  | 203  |
| 1948 | 1948 |  | 446  | 446  |
| 1949 | 1949 |  | 347  | 347  |
| 1950 | 1950 |  | 276  | 276  |
| 1951 | 1951 |  | 356  | 356  |
| 1952 | 1952 |  | 352  | 352  |
| 1953 | 1953 |  | 345  | 345  |
| 1954 | 1954 |  | 317  | 317  |
| 1955 | 1955 |  | 300  | 300  |
| 1956 | 1956 |  | 235  | 235  |
| 1957 | 1957 |  | 165  | 165  |
| 1958 | 1958 |  | 74   | 74   |
| 1959 | 1959 |  | 34   | 34   |
| 1960 | 1960 |  | 55   | 55   |
|      |      |  |      |      |

### Niedergang und Schließung
Mit der Weltwirtschaftskrise geriet der Westerwälder Braunkohlebergbau ab den 1930er Jahren aufgrund von Absatzschwierigkeiten und Preisverfall der Kohle in eine schwere Krise. In der Folge kam es zu einem Grubensterben und zu einem Konzentrationsprozess. Nach und nach übernahm die EWAG mit ihrem Kraftwerk als Hauptabnehmer der Kohle alle Gruben in und um Höhn. Ab 1954 war Alexandria die letzte verbliebene Grube des Westerwälder Braunkohlereviers. Nachdem Mitte der 1950er Jahre die Stilllegung des Kraftwerks in Höhn beschlossen wurde und somit der Hauptabnehmer der Kohle wegfiel, war auch für den Betrieb der Grube Alexandria das Ende absehbar.
1954 wurde die EWAG durch die RWE (als Nachfolgerin der EAG) übernommen. 1955 wurde sie an den Unternehmer P. Daelen aus Wiesbaden veräußert. Bereits 1958 wechselte die Grube nochmals den Eigentümer und wurde von der G. Dormann KG übernommen. Finanziert wurde der Kauf durch die Karlsruher Gesellschaft für Vermögensverwaltung. Dormann plante den Bau eines Schwelwerkes zur Herstellung von Braunkohlenkoks. Während Vorbereitungen dazu geriet Dormann in finanzielle Schwierigkeiten, so dass die Karlsruher Gesellschaft die Grube übernahm und an ihre Tochtergesellschaft, die Westerwälder Bergwerksgesellschaft mbH übertrug.
Unter dem letzten Eigentümer wurde 1959 das Elektrizitätswerk und 1961 die Grube endgültig stillgelegt. Die Schächte der Grube wurden verfüllt, der Bahnanschluss zurückgebaut, die Tagesanlagen viele Jahre später (1989) abgerissen.

## Überreste

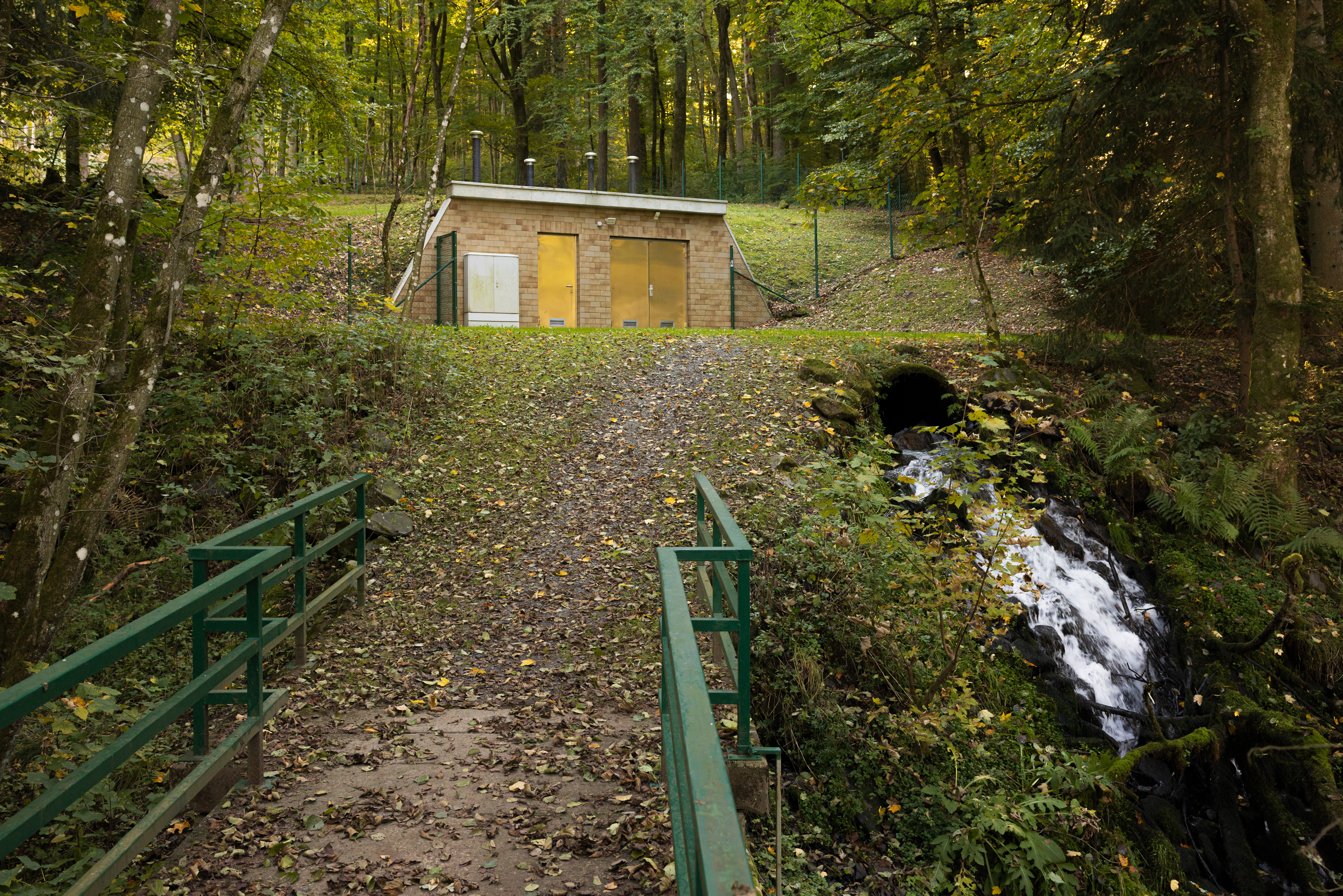
Das Wasserentnahmebauwerk am Mundloch des Tiefen Stollens, mit Überlauf in die Nister

Heute erinnern nur noch wenige Überreste an die mehr als 130-jährige Bergbautradition der Grube Alexandria:
- Das Oberteil eines Fördergerüstes und eine Grubenbahn (bestehend aus einer Bartz-Akkulokomotive und drei Förderwagen) wurden auf dem Marktplatz von Höhn als technisches Denkmal aufgestellt.[19]
- Die Ruine des benachbarten Elektrizitätswerkes steht bis heute (Stand 2012);[18] sie wird zeitweise als Paintball-Gelände genutzt.
- Das Streckensystem wird heute für die Trinkwassergewinnung genutzt. Das gesammelte Grubenwasser wird über den Wasserlösungsstollen „Höhn / Alexandria“ („Tiefer Wasserstollen“) abgeführt, der zur Großen Nister hin entwässert.[20]
- Unweit der Grube existiert noch eine Steinbogenbrücke der Westerwaldquerbahn, die für den Grubenbetrieb besonders konstruiert wurde.[21]

## Verkehr
Sie lag an der Westerwaldquerbahn (Herborn - Rennerod - Fehl-Ritzhausen - Westerburg - Montabaur).